# Aeroportul Mora-Siljan
Aeroportul Mora-Siljan (IATA: MXX, ICAO: ESKM) este un aeroport din Comuna Mora, Dalarnas län, Suedia ce deservește zona Mora. Aeroportul a fost tranzitat în 2022 de 72 de pasageri. A fost numit după zona deservită.
Situat la o altitudine de 193 m, aeroportul dispune de o singură pistă.